# Ежен Савицька
Ежен Савицька ( фр. Eugène Savitzkaya ; народився 1955 року в Льєжі ) — відомий бельгійський письменник.

## Біографія
Мати Савицька була росіянкою, батько був поляк. Письменник носить прізвище своєї матері.
Помітний вплив на творчість Савицька зробили твори Жан Жене, Семюеля Беккета та Анрі Мішо.
Перші твори опублікував у віці сімнадцяти років («Les lieux de la douleur», 1972). Завдяки цим творам став відомим у Франції та Бельгії.
У 1977  видається перший автобіографічний роман «Брехати» («Mentir»).
У 1994 році отримує премію Prix triennal du roman за роман «Марен моє серце» ("Marin mon cœur"). Цей роман присвятив своєму синові.
Велику популярність також здобули романи «Занадто товста молода людина» (Un jeune homme trop gros, 1978 ), «Подорож Африкою» (La traversée de l'Afrique, 1979 ), «Живий» (En vie, 1995 ).
1. ↑  Deutsche Nationalbibliothek Record #142134031 // Gemeinsame Normdatei — 2012—2016.
2. ↑  Internet Speculative Fiction Database — 1995.
3. ↑  Bibliothèque nationale de France BNF: платформа відкритих даних — 2011.